# Кот Петро Петрович
Кот Петро Петрович (*1708, с. Оврамівка, Хорольська сотня, Миргородський полк — †?, с. Зелене?) — засновник, згодом сотник козацької слободи Зеленої (Котової) Миргородського полку.

## Життєпис
Народився в 1708 році в родині козака Петра Кота. Батько Петра — на 1718 р. проживав в с. Оврамівці Хорольськоі сотні Миргородського полку. Петро Петрович є вихідцем з козаків с. Кам'янки Потоцької сотні Миргородського полку. На 1741 рік значиться в реєстрі серед козаків, які не виконали присяги московській «цариці» Єлисаветі.
На 1752 рік відомо: «сотни Потоцкой, села Камянки, козаки виборние малогрунтовие семянистие Иван Кот з братом Петром дворов 1, хат 4, семей 4».
На 1758 рік відомий, як сотник сл. Зеленої Слобідського полку.